# Diritti LGBT a Saint Lucia
Le persone LGBT a Saint Lucia sono discriminate dalla società. Non esistono forme di tutela per le coppie formate da persone dello stesso sesso.

## Diritto penale
L'attività sessuale tra persone dello stesso sesso era illegale per i maschi fino al 29 luglio 2025, quando la Corte Suprema dei Caraibi orientali ha dichiarato incostituzionali le leggi dell'era coloniale contro la sodomia e gli atti osceni. Prima che queste leggi venissero abrogate nel luglio 2025, il Codice penale (n. 9 del 2004; in vigore dal 1° gennaio 2005), proibiva l'attività omosessuale maschile ai sensi di queste disposizioni:
Gross Indecency
Sezione 132.
- (1) Ogni persona che commette un atto di grave indecenza con un'altra persona commette un reato ed è passibile di condanna per un'imputazione pari a dieci anni di carcere o, in caso di condanna sommaria, a cinque anni.
- (2) La sottosezione (1) non si applica a un atto di grave indecenza commessa in privato tra un maschio adulto e una femmina adulta, entrambe le quali consentono.
- (3) Ai fini della sottosezione (2) -
  - (a) un atto è considerato non essere stato commesso in privato se è commesso in un luogo pubblico; e
  - (b) si riterrà che una persona non acconsenta alla commissione di tale atto se:
    - (i) il consenso è estorto con la forza, le minacce o il timore di lesioni personali o è ottenuto da rappresentazioni false e fraudolente in merito alla natura dell'atto;
    - (ii) il consenso è indotto dall'applicazione o dall'amministrazione di qualsiasi droga, materia o cosa con l'intento di intossicare o instupire la persona; o (iii) quella persiste un disturbo mentale.
- (4) In questa sezione "l'indecenza grossolana" è un atto diverso dal rapporto sessuale (naturale o innaturale) da parte di una persona che implica l'uso degli organi genitali allo scopo di suscitare o gratificare il desiderio sessuale."

Buggery
Sezione 133.
- (1) Una persona che commette sodomia commette un reato ed è passibile di condanna per imputazione alla detenzione per -
  - (a) la vita, se commessa con la forza e senza il consenso dell'altra persona;
  - (b) dieci anni, in ogni altro caso.
- (2) Qualsiasi persona che tenta di commettere un atto di sodomia o commette un attacco alla persona con l'intento di commettere sodomia, commette un reato ed è passibile di detenzione per cinque anni.
- (3) In questa sezione "sodomia" indica il rapporto sessuale per ano da parte di un uomo con un altro uomo."

Prima di essere abrogate, queste leggi non venivano applicate.

## Opposizione alla dichiarazione delle Nazioni Unite
Saint Lucia era l'unico membro delle Nazioni Unite nelle Americhe a opporsi formalmente alla dichiarazione delle Nazioni Unite sull'orientamento sessuale e l'identità di genere.

## Protezioni contro la discriminazione
L'articolo 131 del codice del lavoro, emanato nel 2006, vieta il "licenziamento ingiusto" basato sull'orientamento sessuale.
Il Domestic Violence Act, approvato l'8 marzo 2022, estende tutte le sue tutele alle persone LGBT+.
La sentenza della Corte Suprema dei Caraibi Orientali del luglio 2025 che ha annullato le leggi sulla sodomia di Santa Lucia ha anche rilevato che la disposizione costituzionale che vieta la discriminazione include la discriminazione basata sull'orientamento sessuale.

## Tabella riassuntiva
| Attività e relazioni sessuali legali                                    | (Dal 2025)                                         |
| Parità dell'età di consenso                                             | (Dal 2025)                                         |
| Leggi anti-discriminazione sul lavoro                                   | (Dal 2006, riguarda solo l'orientamento sessuale.) |
| Leggi anti-discriminazione nella fornitura di beni e serviziDiritti LGB | No                                                 |
| Leggi anti-discriminazione in tutti gli altri settori                   | (Tutele contro la violenza domestica dal 2022)     |
| Matrimonio egualitario                                                  | No                                                 |
| Unione civile                                                           | No                                                 |
| Adozione                                                                | / (Solo per persone single)                        |
| Autorizzazione a prestare servizio nelle forze armate                   | non dispone di un esercito                         |
| Diritto di cambiare legalmente sesso                                    | No                                                 |
| Surrogazione di maternità                                               | No                                                 |
| Permesso alle donne lesbiche di accedere alla fecondazione in vitro     | No                                                 |
| Permessa la donazione di sangue per le persone omosessuali              | (Nessuna restrizione legale specifica)             |